# 矢島渚男
矢島 渚男（やじま なぎさお、1935年1月24日 - ）は、日本の俳人。2020年旭日小綬章受章。2024年文化功労者。本名は薫。

## 経歴
長野県丸子町（現上田市）生まれ。上田松尾高校、九段高校を経て、東京大学文学部国史学科卒業。大江健三郎と同期だった。卒業後は長野県内で歴史の高校教諭となる。1957年「鶴」に入会し石田波郷に師事したが、波郷没後「寒雷」に移り、加藤楸邨に師事する。1994年、俳誌「梟」主宰。2003年、句集『延年』で第3回俳句四季大賞受賞。2008年、句集『百済野』で芸術選奨文部科学大臣賞受賞。2016年、句集『冬青集』で第50回蛇笏賞受賞。読売新聞及び朝日新聞長野版俳壇選者。2020年、旭日小綬章受章。2024年、文化功労者。

## 著書
- 矢島渚男句集 東京美術 1980.1 (現代俳句俊英30人集)
- 天衣 句集 富士見書房 1987.7
- 蕪村の周辺  角川書店 1988.1
- 梟 句集 富士見書房 1990.8 (「俳句研究」句集シリーズ)
- 季題のこころ 古典俳句をたのしく 本阿弥書店 1990.10
- 白雄の秀句  1991.1 (講談社学術文庫)
- 楸邨俳句365日 梅里書房 1992.4 (名句鑑賞読本)
- 俳句の明日へ 本阿弥書店 1992.10 (矢島渚男評論集 ; 1)
- 船のやうに 句集 紅書房 1994.4
- 梟のうた 句集 ふらんす堂 1995.5 (テーマ別句集シリーズ)
- 与謝蕪村散策 角川書店 1995.5
- 翼の上に 句集 角川書店 1999.5 (今日の俳句叢書)
- 俳句の明日へ 芭蕉・蕪村・子規をつなぐ 2 紅書房 2001.1
- 精選季題別蕪村秀句 與謝蕪村（編著）2001.3 (邑書林句集文庫)
- 延年 句集 富士見書房 2002.7
- 善光寺句集 ボロンテ 2003.4
- 身辺の記 紅書房 2004.7
- 百済野 句集 ふらんす堂 2007.9
- 俳句の明日へ 3 古典と現代のあいだ 紅書房 2010.1
- 野菊のうた ふらんす堂 2011.3
- 冬青集　ふらんす堂 2015.9
- 何をしに　句集　ふらんす堂　2024.7